# Eyrecourt
Eyrecourt is een plaats in het Ierse graafschap Galway. De plaats telt 345 inwoners.